# I'm Serious
I'm Serious is het debuutalbum van T.I.. Het album werd uitgebracht op 9 oktober 2001 door platenmaatschappij Arista Records. Gastartiesten op dit album zijn onder andere Pharrell Williams van The Neptunes (die hem de Jay-Z van het zuiden van Amerika noemde), Jazze Pha en Youngbloodz. Het album werd geproduceerd door The Neptunes, DJ Toomp, en The Grand Hustle Team. Het album verkocht niet goed, en T.I. werd door Arista Records ontslagen. Van het album werden 268,000 exemplaren verkocht.
T.I. bracht zijn eerste single I'm Serious samen met Beenie Man uit, maar de single kreeg weinig aandacht en kwam niet in de hitlijsten. De platenmaatschappij wilde geen andere single of videoclip van het album meer uitbrengen, dus T.I. maakte zelf een video voor het nummer Dope Boyz, die bekeken kan worden op YouTube.
Hij bracht nog verscheidene mixtapes uit met behulp van DJ Drama, wat veel rumoer veroorzaakte over zijn terugkeer. Hij dook in 2003 weer op op Bone Crushers nummer "Neva Scared", en richtte de aandacht van dit nummer op de release van zijn tweede album, Trap Muzik.

## Nummers
| #  | Titel                        | Geproduceerd door | Samen met                                        | Duur |
| -- | ---------------------------- | ----------------- | ------------------------------------------------ | ---- |
| 1  | "Intro"                      | DJ Toomp          |                                                  | 1:33 |
| 2  | "Still Ain't Forgave Myself" | Craig Love        |                                                  | 5:33 |
| 3  | "Dope Boyz"                  | DJ Toomp          |                                                  | 4:24 |
| 4  | "What Happened?"             | Maseo             |                                                  | 3:24 |
| 5  | "You Ain't Hard"             | Brian "BK" Kidd   |                                                  | 4:05 |
| 6  | "Why I'm Serious"            | DJ Toomp          |                                                  | 1:03 |
| 7  | "I'm Serious"                | The Neptunes      | Beenie Man                                       | 3:27 |
| 8  | "Do It"                      | DJ Toomp          |                                                  | 3:56 |
| 9  | "What's Yo Name"             | The Neptunes      | Pharrell                                         | 3:52 |
| 10 | "Hands Up"                   | Brian "BK" Kidd   |                                                  | 4:31 |
| 11 | "Chooz U"                    | Jazze Pha         | Jazze Pha                                        | 3:31 |
| 12 | "I Can't Be Your Man"        | Brian "BK" Kidd   |                                                  | 4:39 |
| 13 | "Hotel"                      | Maseo             | Too Short                                        | 5:04 |
| 14 | "At the Bar"                 | Brian "BK" Kidd   |                                                  | 3:49 |
| 15 | "Heavy Chevys"               | DJ Toomp          | P$C                                              | 4:46 |
| 16 | "Grand Royal"                | T.I.              |                                                  | 5:11 |
| 17 | "Outro"                      | DJ Toomp          |                                                  | 2:45 |
| 18 | "I'm Serious (Remix)"        | Lil Jon           | Bone Crusher, Lil Jon, Pastor Troy & YoungBloodZ | 5:33 |